# Мечеть Нижнеяикбаево
Мечеть деревни Нижнеяикбаево (баш. Түбәнге Яйыҡбай ауылы мәсете) — деревянная мечеть в деревне Нижнеяикбаево, Баймакского района. Является объектом культурного наследия Республики Башкортостан.

## История
Достоверная дата постройки мечети неизвестна. Местный имам-хатыб мечети Рамиль Хасанов считает, что первое архивное упоминание о мечети датируется 1861 годом. Однако бывший имам Харис Мусин в своём дневнике отмечал, что мечеть была построена ещё раньше, приблизительно в 1808-1810 гг. По записям Хариса Мусина следует, что инициатором строительства мечети выступил некий Корай, местный житель, совершивший хадж и пожелавший после этого построить в родной деревне мечеть.
Эта мечеть была построена для деревней Нижнеяикбаево и Верхнеяикбаево.
В период Советской власти была предпринята попытка сделать из мечети клуб, но авторитет местного имама Хидият-хазрата не позволил это сделать. Есть легенда, что при попытке уничтожить мечеть доски от стен мечети не смогли быть разрублены топорами и стали бить тех, кто пытался уничтожить мечеть.
В 1932 году из ссылки вернулся Хидият-хазрат, который вновь возглавил мечеть. После него мечеть некоторое время пустовала и использовалась как зернохранилище.
В период перестройки началось восстановление мечети. Харис Мусин отмечает, что 27 сентября 1991 года ремонтные работы в мечети были завершены и мечеть снова открылась.

## Мечеть сегодня
Мечеть продолжает функционировать и остаётся единственным местом сбора населения.